# Karri Rämö
Karri Rämö (ur. 1 lipca 1986 w Asikkala) – fiński hokeista, reprezentant Finlandii, olimpijczyk, działacz i trener hokejowy.
Jego brat Lauri (ur. 1992) także został bramkarzem hokejowym.

## Kariera
- Kiekkoreipas U-16 (2001-2002)
- Kiekkoreipas U-18 (2002-2004)
- Pelicans (2003-2005)
- HPK (2005-2006)
  -  Haukat (2006)
  -  Suomi U20 (2006)
- Springfield Falcons (2006-2007)
- Tampa Bay Lightning (2007-2009)
  -  Norfolk Admirals (2007, 2008)
- Awangard Omsk (2009-2013)
- Calgary Flames (2013-2016)
- Stockton Heat (2015/2016)
- Toronto Marlies (2016-2017)
- Pelicans (2017)
- Jokerit (2017-2018)
- Awangard Omsk (2018-2019)
- Djurgårdens IF (2019-2020)
- TPS (2021)
- ERC Ingolstadt (2021-)

Wychowanek klubu Kiekkoreipas. W drafcie NHL został pierwotnie wybrany w 2004 przez amerykański klub Tampa Bay Lightning, który z jednej strony odsprzedał go w 2009 do Awangarda Omsk, zaś na gruncie NHL oddał prawa do niego w 2010 do Montreal Canadiens. Z kolei tenże klub w 2012 oddał prawa do Rämö innemu kanadyjskiemu klubowi Calgary Flames. Od maja 2009 zawodnik Awangardu Omsk. W maju 2011 roku przedłużył kontrakt z klubem o dwa lata. Od połowy 2013 związany z Awangardem dwuletnim kontraktem, jednak mimo tego w lipcu 2013 został zawodnikiem Calgary Flames, związany dwuletnią umową. Od grudnia 2016 zawodnik Toronto Marlies na zasadzie kontraktu próbnego. Na początku lutego 2017 zwolniony z klubu. W połowie 2017 został bramkarzem Pelicans. Od maja 2017 zawodnik Jokeritu. Pod koniec maja 2018 ponownie został bramkarzem Awangardu Omsk. Na początku października 2019 został bramkarzem Djurgårdens IF. Po sezonie Svenska hockeyligan (2019/2020) odszedł z klubu. Na początku 2021 został zawodnikiem TPS. W lipcu 2021 ogłoszono jego transfer do niemieckiego klubu ERC Ingolstadt
Uczestniczył w turniejach mistrzostw świata w 2008, 2009, 2012 oraz zimowych igrzysk olimpijskich 2018.
W sezonach 2011/2012, 2012/2013 był równocześnie prezydentem fińskiego klubu Peliitat w lidze Mestis. W sezonie 2020/2021 został tam trenerem bramkarzy.

## Sukcesy

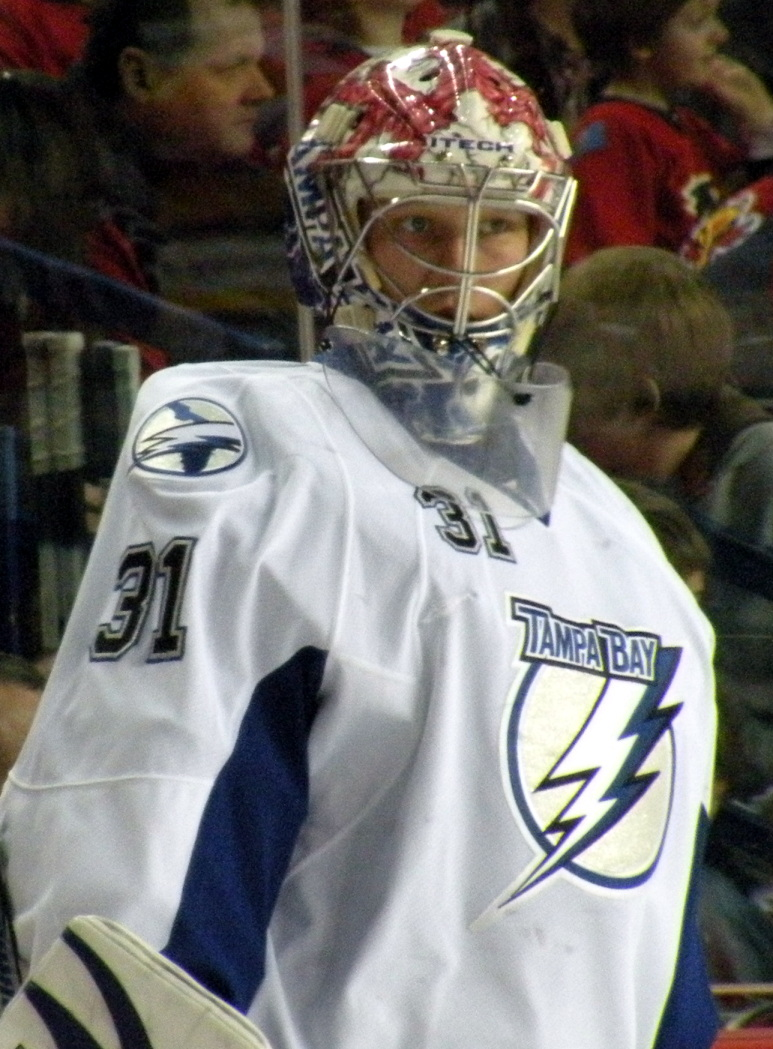
Karri Rämö w barwach Tampa Bay Lightning (2009)

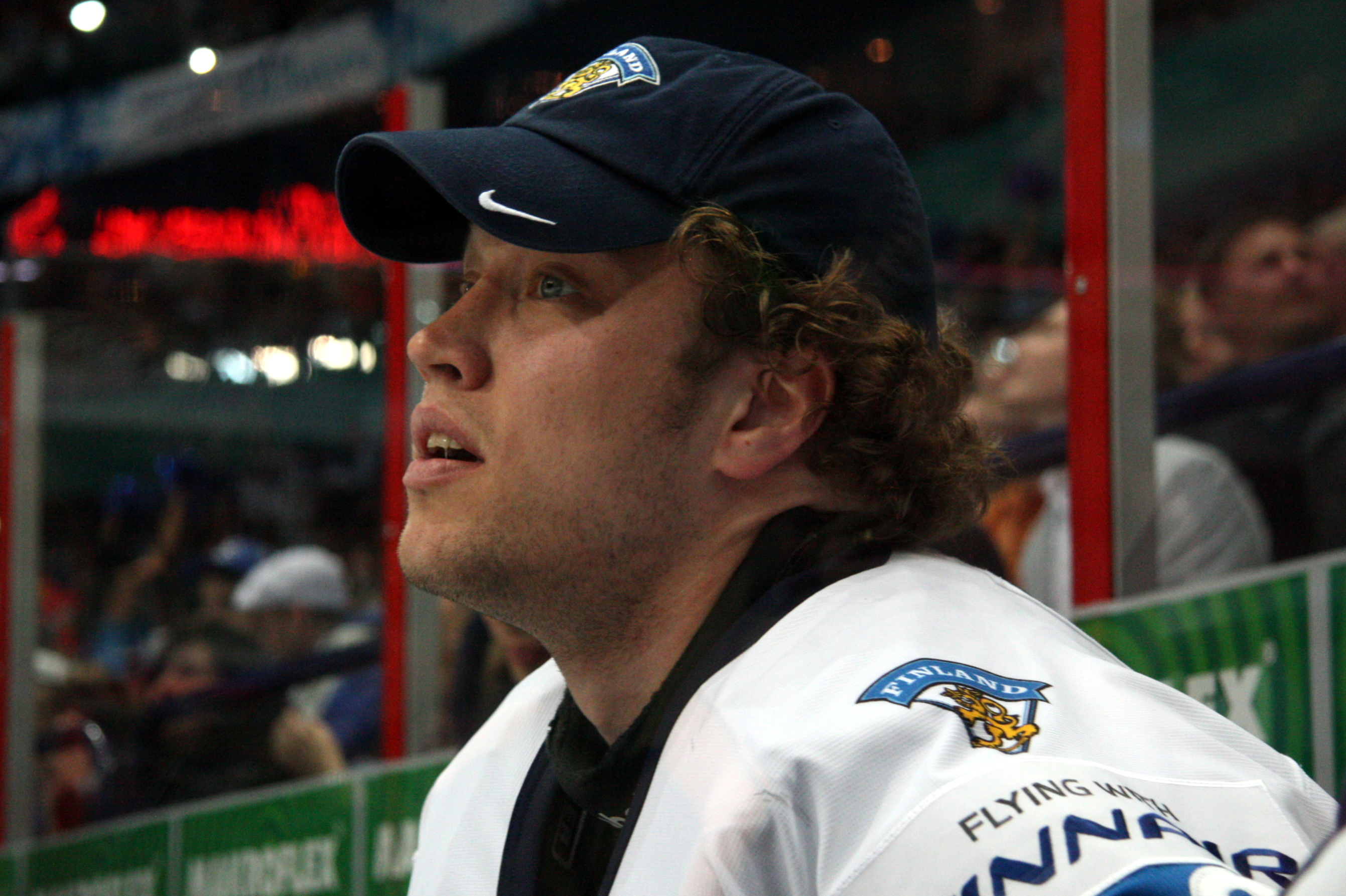
Karri Rämö w barwach Finlandii (2012)

Reprezentacyjne
- Brązowy medal mistrzostw świata juniorów do lat 20: 2006

Klubowe
- Złoty medal mistrzostw Finlandii: 2006 z HPK

Indywidualne
- KHL (2009/2010):
  - Najlepszy bramkarz miesiąca: październik 2010
  - Mecz Gwiazd KHL
- KHL (2010/2011):
  - Najlepszy bramkarz miesiąca: listopad 2010
  - Mecz Gwiazd KHL (wybrany, lecz nie zagrał z powodu kontuzji)
  - Piąte miejsce w klasyfikacji skuteczności interwencji w sezonie zasadniczym: 92,5%
  - Drugie miejsce w klasyfikacji średniej goli straconych na mecz w sezonie zasadniczym: 1,97
  - Trzecie miejsce w klasyfikacji meczów bez straty gola w sezonie zasadniczym: 5 meczów
  - Pierwsze miejsce w klasyfikacji zwycięstw meczowych wśród bramkarzy w sezonie zasadniczym: 33 mecze
- KHL (2011/2012):
  - Trzecie miejsce w klasyfikacji średniej goli straconych na mecz w sezonie zasadniczym: 1,96
  - Piąte miejsce w klasyfikacji skuteczności interwencji w fazie play-off: 94,0%
  - Trzecie miejsce w klasyfikacji średniej goli straconych na mecz w fazie play-off: 1,54
  - Trzecie miejsce w klasyfikacji meczów bez straty gola w fazie play-off: 3
  - Najlepszy bramkarz - finały konferencji
- KHL (2012/2013):
  - Najlepszy bramkarz miesiąca - grudzień 2012
  - Najlepszy bramkarz - ćwierćfinały konferencji (3 mecze bez straty gola, średnia na mecz 1,41, skuteczność interwencji 94;29%)
  - Drugie miejsce w klasyfikacji meczów bez straty gola w fazie play-off: 3
- KHL (2017/2018):
  - Pierwsze miejsce w klasyfikacji skuteczności interwencji w fazie play-off: 95,4%
  - Pierwsze miejsce w klasyfikacji średniej goli straconych na mecz w fazie play-off: 1,31